# Polyporus diffissus
Polyporus diffissus är en svampart som beskrevs av Berk. 1855. Polyporus diffissus ingår i släktet Polyporus och familjen Polyporaceae.   Inga underarter finns listade i Catalogue of Life.